# Antiblemma tenuata
Antiblemma tenuata là một loài bướm đêm trong họ Erebidae.